# Nymphoides brevipedicellata
Nymphoides brevipedicellata är en vattenklöverväxtart som först beskrevs av Wilhelm Vatke, och fick sitt nu gällande namn av A. Raynal. Nymphoides brevipedicellata ingår i släktet sjögullssläktet, och familjen vattenklöverväxter. Inga underarter finns listade i Catalogue of Life.